# John Church
El reverendo John Church (nacido en 1780 y fallecido en torno a 1835) fue un clérigo independiente, especialmente conocido por su implicación en un escándalo homosexual conocido como la camarilla de la calle Vere. Este escándalo ha sido señalado a menudo como la primera demostración abierta de homosexualidad de un ministro de la Iglesia en Inglaterra, lo que, por otro lado, no puede ser demostrado. En todo caso, las pruebas parecen indicar que «sus afectos desordenados» le condujeron «a un error», lo que podría identificarse con inclinaciones homosexuales.

## Calle Vere y encarcelamiento
En 1813 comenzaron a difundirse rumores en panfletos y revistas que ponían en relación la iglesia de la calle Vere con un bar, The White Swan, de reconocida fama en el ambiente homosexual. Estos rumores indicaban que en la iglesia se habían llevado a cabo falsos matrimonios entre los clientes masculinos de bar. Estos matrimonios han sido considerados por historiadores modernos como ejemplos de matrimonio igualitario temprano. Church negó cualquier implicación con esos matrimonios y tomó acciones legales que evitaron con éxito la publicación de nuevas noticias relacionadas con el escándalo. Posteriormente John Church fue denunciado por sodomía sin éxito y en 1814 fundaría una nueva capilla.
En 1816 Church dijo haber soñado con escorpiones que infestaban la capilla y se arrastraban por el suelo. Él era capaz de matarlos a todos excepto a dos "que escapaban al asiento ocupado por ****** y otra persona". Poco después, el 26 de septiembre, era acusado de practicar sodomía en Surrey. Su acusador era Adam Foreman, un aprendiz de alfarero de 19 años miembro de su congregación que dijo que Church había entrado en su habitación colocado una mano sobre sus genitales e imitando la voz de su amante femenina. Después de esto Foreman habría huido. El juicio duró hasta el 17 de agosto del año siguiente, siendo un caso de relevancia en el momento. Church fue declarado culpable y condenado a dos años de prisión. Una vez publicado el veredicto, una multitud violenta lo quemó en efigie frente a la taberna Obelisk. Pasó encarcelado 730 días y mantuvo a un buen número de seguidores, especialmente mujeres, a pesar del encarcelamiento. Al ser liberado, retomó su labor como clérigo y predicó ante más de mil personas en la tarde de su liberación.
No volvió a tomar parte en ninguna controversia y no se tienen noticias suyas después de 1826, fecha de su último sermón publicado, cuando desaparece de la vida pública. Se desconoce la fecha de su muerte.

## Obras literarias
- Cierto número de Sermones.
- The foundling, or, The child of providence (1823), su autobiografía, en la que se presenta como hijo de la providencia, un Moisés de nuestro tiempo con una vida marcada por los designios divinos.